# Sanitas Troesch
Die Sanitas Troesch AG mit Sitz in Bern ist ein Schweizer Anbieter von Küchen- und Badezimmereinrichtungen. Das Unternehmen verfügt in der Schweiz über 20 Ausstellungs-Standorte und 33 Sanitär-Shops. Die Produktentwicklung erfolgt durch Sanitas Troesch selbst, für die Produktion wird mit ausgewählten Herstellern zusammengearbeitet. Sanitas Troesch beschäftigt rund 950 Mitarbeiter und erwirtschaftete 2011 einen Umsatz von 600 Millionen Schweizer Franken.
Das Unternehmen ging 1991 aus dem Zusammenschluss der beiden 1911 bzw. 1912 gegründeten Familienunternehmen Sanitas in Zürich und Troesch in Bern hervor. Seit 2005 befindet sich das Unternehmen im Besitz des französischen Industriekonzerns Saint-Gobain.
2003 hatte Sanitas Troesch in der Schweiz bei der Badezimmer-Ausrüstung einen Marktanteil von 30 Prozent.